# Плотавский сельсовет (Курская область)
Плота́вский сельсовет — муниципальное образование со статусом сельского поселения в Октябрьском районе Курской области Российской Федерации.
Административный центр — деревня Плотава.

## История
Статус и границы сельсовета установлены Законом Курской области от 21 октября 2004 года № 48-ЗКО «О муниципальных образованиях Курской области».

## Население
| 2002 | 2010 | 2012 | 2013 | 2014 | 2015 | 2016 |
| ---- | ---- | ---- | ---- | ---- | ---- | ---- |
| 687  | ↘551 | ↗578 | ↗581 | ↗586 | ↘576 | →576 |
| 2017 | 2018 | 2019 | 2020 | 2021 |      |      |
| ↗588 | ↘585 | ↘584 | ↘580 | ↘541 |      |      |

## Состав сельского поселения
| № | Населённый пункт        | Тип населённого пункта          | Население |
| - | ----------------------- | ------------------------------- | --------- |
| 1 | Верхние Постоялые Дворы | деревня                         | ↘142      |
| 2 | Охочевка                | деревня                         | ↘56       |
| 3 | Плотава                 | деревня, административный центр | ↘249      |
| 4 | Скрипкин                | посёлок                         | ↘92       |
| 5 | Советская Деревня       | хутор                           | ↘5        |
| 6 | Шатов                   | хутор                           | ↘7        |